# 東尼·格萊
東尼·格萊（1956年9月11日—）是一名美国電影編劇和导演，最著名作品是麥特·戴蒙主演的《神鬼認證》系列電影。父親是剧作家与编剧法蘭克·格萊，兩個兄弟分別為剪辑师約翰·格萊和编剧丹·格萊。格萊出生於紐約市，而他第一部執導的電影《全面反擊》由喬治·克隆尼主演於2007年上映并入围角逐金狮奖，获得第80届奥斯卡金像奖最佳影片、最佳导演、最佳原创剧本等七项提名。第二部导演作品为2012年的《神鬼認證4》。

## 電影作品
- 《熱淚傷痕》（1995年）编剧
- 《魔鬼代言人》（1997年）编剧
- 《絕世天劫》（1998年）编剧
- 《千驚萬險》（2000年）编剧
- 《神鬼認證》（2002年）编剧
- 《神鬼認證：神鬼疑雲》（2004年）编剧
- 《神鬼認證：最後通牒》（2007年）编剧
- 《全面反擊》（2007年）导演、编剧
- 《神鬼認證4》（2012年）导演、编剧
- 《獨家腥聞》（2014年）監製
- 《长城》（2016年）编剧
- 《高壓行動》 (2018年)   編劇

## 外部連結
- Tony Gilroy在互联网电影资料库（IMDb）上的資料（英文）
- 東尼·格萊在豆瓣上的资料（简体中文）
- Profile in （页面存档备份，存于） The New Yorker